# 지점축 대칭
지점축 대칭(至點軸 對稱, antiscion(복수형: anticia))은 (지일 때의 태양의 위치인) 게자리 0도와 염소자리 0도의 축을 기준으로 하는 한 행성의 거울상 또는 그림자이다. 그러한 대칭 위치는 "지점축 대칭점"이다.
지점축대칭에 해당하는 별자리 관계는 다음과 같다.:
- 양자리와 처녀자리
- 황소자리와 사자자리
- 쌍둥이자리와 게자리
- 천칭자리와 물고기자리
- 전갈자리와 물병자리
- 사수자리와 염소자리

점성술의 행성의 지점축대칭은 그 행성의 그림자이다. 한 행성이 다른 행성으로부터 통과나 진행을 받으면, 비밀스러운 만남이나 은밀한 행동이나 사건과 같은 숨은 사건을 야기한다.
지점축대칭의 도수의 계산을 위해서 30도에서 한 행성의 별자리 내에서의 도수가 감산되어야 하며, 지점축대칭 별자리의 그 도수가 대칭의 위치가 된다. 예를 들어, 어떤 사람의 태양이 물병자리의 10도 51분에 있다면,  그것의 지점축대칭은 다음과 같다.:
```
                29도 60분 빼기
 물병자리 10도 51분은
 ------------------------------------------------------
 전갈자리 19도 09분과 같다.
```

그러므로, 물병자리 10도 51분의 지점축 대칭점은 전갈자리 19도 9분이다.
한 행성의 지점축 대칭점이 통과나 진행에 의해서 각을 맺으면, 그것은 출생인의 삶의 주무대에 뒤에서 작용하게 될 또는 숨은 무엇을 나타낸다. 그러므로, 점성가는 출생인에게 쉽사리 나타나지 않는 무엇을 알릴 목적으로 천궁도를 해석하려면, 지점축 대칭점을 살펴야 한다.

## 같이 보기
- 분점축 대칭